# 138200 Anderswall
138200 Anderswall eller 2000 EW137 är en asteroid i huvudbältet som upptäcktes den 10 mars 2000 av Uppsala-DLR Asteroid Survey (UDAS) vid Kvistabergs observatorium. Den är uppkallad efter den svenske finansmannen Anders Wall.
Den tillhör asteroidgruppen Eunomia.